# 유리딱새
유리딱새(영어: Red-flanked Bluetail, 학명: Tarsiger cyanurus)는 참새목 솔딱새과에 속하는 새이다.

## 생김새

### 수컷
몸윗면이 푸른색이고 흰색 눈썹선이 있으며 옆구리가 주황색이다. 몸아랫면이 흰색이다.

### 암컷
몸윗면이 연한 갈색, 꼬리가 푸른색이고 옆구리 주황색이 수컷보다 연하다.

## 서식지
핀란드에서 캄차카, 사할린 등에서 번식하고 중국 남부, 인도차이나에서 월동한다. 번식기에 아고산대 산림에서 서식하고 비번식기에 평지 주변 덤불, 산림 주변 경작지에서 서식한다.